# Muttugadahalli, Dod Ballapur
Muttugadahalli là một làng thuộc tehsil Dod Ballapur, huyện Bangalore Rural, bang Karnataka, Ấn Độ.